# Bezdomny Jezus
Bezdomny Jezus (ang. Homeless Jesus) – rzeźba z brązu autorstwa Timothy’ego Schmalza, przedstawiająca Jezusa Chrystusa jako bezdomnego, śpiącego na ławce.
Praca ta została ustawiona na terenie University of Toronto w 2013. Jej kopie znalazły się w wielu miejscach na świecie, w tym w Polsce.

## Opis
Rzeźba przedstawia Jezusa Chrystusa jako osobę bezdomną, śpiącą na ławce. Nie widać jego twarzy ani rąk; spod przykrycia wystają jedynie nogi noszące ślady po ukrzyżowaniu, które pozwalają na identyfikację postaci.
Autorem pracy jest kanadyjski rzeźbiarz Timothy Schmalz, zagorzały katolik. Jego rzeźba miała prowokować do refleksji, a zarazem służyć jako ilustracja słów Jezusa z Ewangelii Mateusza: Wszystko, co uczyniliście jednemu z tych braci moich najmniejszych, Mnieście uczynili. Bezpośrednią inspiracją miał być – zdaniem artysty – spotkany przez niego w Toronto bezdomny, śpiący na ławce.
Prowincja warszawska Braci Mniejszych Kapucynów opisuje przesłanie rzeźby następująco:
Celem takiego ujęcia tematu jest sprowokowanie patrzącego do refleksji i wywołanie uczucia empatii w stosunku do spotykanych na ulicach ludzi biednych i bezdomnych, owych najmniejszych, o których mówi Zbawiciel. Rzeźba zachęca do dostrzeżenia w nich nie wykluczonych ze społeczeństwa, traktowanych najczęściej z lekceważeniem, a nawet z pogardą, jako ci, którzy sami wybrali swój los, a ludzi, którzy popadli w nieszczęście, w którym zabrakło im siły, a często także wsparcia i pomocy ze strony bliźnich. Słowa „Oto Człowiek” dobrze oddałyby tutaj zarówno ideę, że człowiek pozostaje człowiekiem w każdej swojej kondycji, w każdym położeniu, jak i przesłanie, że w każdym – także sponiewieranym człowieku – Jezus jest obecny.

## Kopie rzeźby
Kopie Bezdomnego Jezusa znalazły się w ponad 100 miejscach na całym świecie, między innymi:
- w Watykanie (przy siedzibie Urzędu Dobroczynności Apostolskiej)[5],
- w Singapurze (Archikatedra Dobrego Pasterza w Singapurze)[6],
- w USA (Katedra Objawienia Pańskiego, Venice, Floryda)[7],
- w Australii (kościół św. Jakuba w Sydney)[8].

## Bezdomny Jezusw Polsce

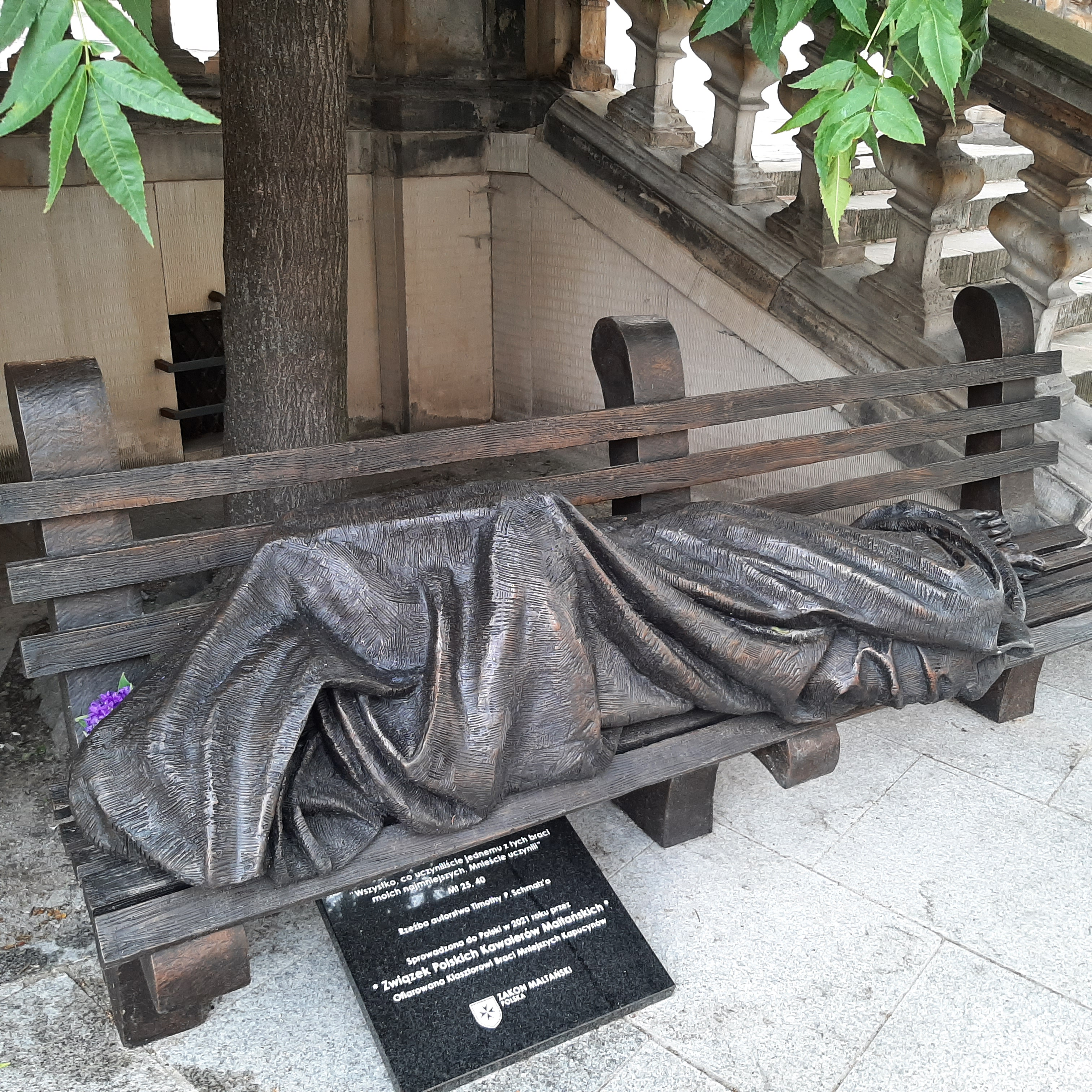
Rzeźba "Bezdomny Jezus" przed kościołem kapucynów w Warszawie.

Kopia rzeźby trafiła do Polski dzięki staraniom Związku Polskich Kawalerów Maltańskich i podarowana klasztorowi Braci Mniejszych Kapucynów. Została ustawiona przed warszawskim kościołem pw. Przemienienia Pańskiego; jej odsłonięcie miało miejsce 24 czerwca 2021 r.
W lutym 2025 odnotowano przypadek wezwania ratowników w to miejsce. Przerażona kobieta wezwała pomoc, gdyż z daleka widziała, że leżąca osoba nie oddycha, natomiast sama bała się podejść. 